# Віцепрезидент Південно-Африканської Республіки
Віцепрезидент Південно-Африканської Республіки — друга за значимістю посадова особа виконавчої влади ПАР.
Віцепрезидент заміщує президента в разі неможливості виконання останнім своїх обов'язків, і займає його посаду, поки вона вакантна. Першим віцепрезидентом був Фредерік Віллем де Клерк в 1994 році, цю посаду він займав спільно з іншим політиком, Табо Мбекі.